# Protobúlgaros

Victoriosos soldados protobúlgaros asesinan a sus oponentes romanos de oriente (bizantinos), del Menologio de Basilio II, siglo.

Los protobúlgaros fueron tribus guerreras seminómadas que florecieron en la estepa póntico-caspia y la región del Volga durante el siglo VII. Lingüísticamente la lengua bulgárica sería la misma de los onogures, siendo los protobúlgaros descendientes de estos, teoría apoyada parcialmente por escritos ostrogodos y griegos de la época que los llamaban indistintamente hunos. En el siglo VII formaron un Estado en la estepa póntica: la Gran Bulgaria, que se extendía entre los mares Caspio y Negro. Se impusieron en los Balcanes de forma permanente como clase dominante del Bulgaria (del Danubio, Danubiana) y entre los ríos Kama y Volga donde fundaron otra Bulgaria (del Volga).

## Etimología y origen
La etimología del etnónimo Búlgaro no se comprende del todo y es difícil de rastrear antes del siglo IV d. C. Desde los trabajos de Wilhelm Tomaschek (1873), se dice generalmente que deriva de la raíz proto-turca *bulga- ("revolver", "mezclar"; "mezclarse"), que con el sufijo consonántico -r implica un sustantivo que significa "mezclado". Otros estudiosos han añadido que bulğa también podría implicar "revolver", "perturbar", "confundir" y Talat Tekin interpretó bulgar como la forma verbal "mezclar" (i. es decir, más que el adjetivo "mezclado"). Tanto Gyula Németh como Peter Benjamin Golden defendieron inicialmente la teoría del "mestizaje", pero posteriormente, al igual que Paul Pelliot, consideraron que "incitar", "rebelarse" o "producir un estado de desorden", es decir. es decir, los "perturbadores", era una etimología más probable para los nómadas migratorios. Según Osman Karatay, si la etimología "mixta" se basaba en la migración hacia el oeste de los Oğurs, encontrándose y fusionándose con los hunos, al norte del Mar Negro, era una teoría defectuosa, ya que los Oghurs estaban documentados en Europa ya en el año 463, mientras que los búlgaros no se mencionaban hasta el 482, un periodo de tiempo demasiado corto para que se produjera tal etnogénesis. Sin embargo, la "mezcla" en cuestión puede haber ocurrido antes de que los búlgaros emigraran desde más al este, y estudiosos como Sanping Chen han observado grupos análogos en Asia interior, con nombres fonológicamente similares, que fueron descritos frecuentemente en términos parecidos: durante el siglo IV, el Buluoji (Chino Medio b'uo-lak-kiei), un componente de los grupos "Cinco Bárbaros" de la antigua China, fueron descritos tanto como una "raza mixta" como como "alborotadores". Peter A. Boodberg señaló que los Buluoji en las fuentes chinas fueron registrados como remanentes de la confederación Xiongnu, y tenían fuertes elementos caucásicos.
Otra teoría que vincula a los búlgaros con un pueblo túrquico de Asia interior ha sido planteada por Boris Simeonov, quien los identificó con los Pugu (僕骨; buk/buok kwət; Buqut), una tribu Tiele y/o Toquz Oguz. Los Pugu fueron mencionados en las fuentes chinas desde el año 103 a. C. hasta el siglo VIII d. C., y más tarde fueron situados entre las tribus Tiele orientales, como una de las tribus de mayor rango después de los Uigures.. Según la Crónica de Miguel el Sirio, que engloba varios acontecimientos históricos de distinta antigüedad en un solo relato, tres míticos hermanos escitas emprendieron un viaje desde la montaña Imaon (Tian Shan) en Asia y llegaron al río Tanais (Don), el país de los alanos llamado Barsalia, que más tarde sería habitado por los búlgaros y los pugures (Puguraje).
Los nombres Onoğur y Bulgar fueron vinculados por fuentes bizantinas posteriores por razones que no están claras. Tekin derivó -gur del sufijo altaico -gir. En general, los estudiosos modernos consideran que los términos oğuz o oğur, como términos genéricos para confederaciones tribales turcas, derivan del turco *og/uq, que significa "parentesco o ser afín a". Los términos inicialmente no eran los mismos, ya que oq/ogsiz significaba "flecha", mientras que oğul significaba "vástago, niño, hijo", oğuš/uğuš era "tribu, clan", y el verbo oğša-/oqša significaba "ser como, parecido".
También parece haber una asociación etimológica entre los búlgaros y el precedente Kutrigur (Kuturgur > Quturğur > *Toqur(o)ğur < toqur; "nueve" en proto-búlgaro; toquz en turco común) y Utigur (Uturgur > Uturğur < utur/otur; "treinta" en proto-búlgaro; otuz en turco común) - como 'Oğur (Oghur) tribus, con el etnónimo Bulgar como adjetivo de "propagación".  Golden consideraba que el origen de los kutrigures y los utigures era oscuro y que su relación con los onogures y los búlgaros -que vivían en zonas similares en la misma época- no estaba clara. Sin embargo, señaló una implicación de que los Kutrigurs y Utigurs estaban relacionados con los Šarağur (šara oğur, shara oghur; "oğhurs blancos"), y que, según Procopio, se trataba de uniones tribales hunas, de ascendencia en parte Cimmeria. Karatay consideraba a los Kutrigurs y a los Utigurs como dos pueblos emparentados y ancestrales, y tribus destacadas en la posterior unión búlgara, pero diferentes de los búlgaros.
Entre otras muchas teorías sobre la etimología del búlgaro, las siguientes también han tenido un apoyo limitado.
- una raíz Alemánicas orientales que significa "combativo" (es decir, cognado con el latín pugnax), según D. Detschev;[17]
- el latín burgaroi - un término romano mercenarios estacionados en burgi ("fortalezas") en el limes (G. A. Keramopulos);[17]
- un término turco temprano reconstruido pero no atestiguado que significa "cinco oğhur", como *bel-gur o *bil-gur (Zeki Velidi Togan).[36]

## Historia

### Migración
El origen de los primeros búlgaros aún no está claro. Se cree que su tierra natal está situada en Kazajistán y en las estepas del Cáucaso Norte. La interacción con las tribus húngaras, causante de la migración, puede haber ocurrido allí, pero la Estepa póntico-caspiana parece una ubicación más probable.
La primera mención y evidencia clara de los búlgaros fue en 480, cuando sirvieron como aliados del emperador bizantino Zeno (474-491) contra los ostrogodos. También se pueden encontrar referencias anacrónicas sobre ellos en la obra de geografía del siglo VII Ashkharatsuyts de Anania Shirakatsi, donde se menciona a las tribus Kup'i Bulgar, Duč'i Bulkar, Olxontor Błkar y a los inmigrantes Č'dar Bulkar en las estepas del Cáucaso Norte-Kuban. Una oscura referencia a Ziezi ex quo Vulgares, siendo Ziezi un descendiente de Shem bíblico, se encuentra en la Cronografía del 354.
Según D. Dimitrov, la Historia de Armenia del siglo V de Movses Khorenatsi habla de dos migraciones de los búlgaros, desde el Cáucaso hasta el Armenia. La primera migración se menciona en la asociación con la campaña del gobernante armenio Valarshak (probablemente Varazdat) a las tierras "denominadas Basen por los antiguos... y que después fueron pobladas por inmigrantes del vh' ndur Bulgar Vund, por cuyo nombre (las tierras) fueron denominadas Vanand". La segunda migración tuvo lugar en la época del gobernante Arshak III, cuando "se produjeron grandes disturbios en la cordillera del gran Cáucaso, en la tierra de los búlgaros, muchos de los cuales emigraron y vinieron a nuestras tierras y se establecieron al sur de Kokh". Ambas migraciones están fechadas en la segunda mitad del siglo IV d. C. Se cree que los "disturbios" que las provocaron fueron la expansión de los hunos en las estepas de Europa oriental. Dimitrov registró que los topónimos de los ríos Bolha y Vorotan, afluentes del río Aras, se conocen como Bolgaru-chaj y Vanand-chaj, y podrían confirmar el asentamiento búlgaro en Armenia.
Alrededor del año 463 d. C., los akatziroi y otras tribus que habían formado parte de la unión húngara fueron atacados por los Šarağurs, una de las primeras tribus turcas oğuricas que se adentraron en las estepas del Ponto-Caspio como resultado de las migraciones iniciadas en el Asia interior. Según Prisco, en el año 463 los representantes de Šarağur, Oğur y Onoğur se presentaron ante el emperador en Constantinopla, y le explicaron que habían sido expulsados de su patria por el Sabirs, que había sido atacado por los Avares. Esta maraña de acontecimientos indica que las tribus Oğuric están relacionadas con los pueblos Ting-ling y Tiele. Parece que los Kutrigurs y los Unigurs llegaron con las oleadas iniciales de pueblos Oğúricos que entraron en las estepas pónticas. Los búlgaros no fueron mencionados en el año 463.
El relato de Pablo el Diácono en su Historia de los lombardos (siglo VIII) dice que a principios del siglo V en las laderas noroccidentales de los Cárpatos los Vulgares mataron al rey Lombardos Agelmund. Los estudiosos atribuyen este relato a los hunos, Los ávaros o algunos grupos búlgaros fueron probablemente arrastrados por los hunos a la Europa Central. Los lombardos, dirigidos por su nuevo rey Laimicho, se levantaron y derrotaron a los búlgaros con una gran matanza, ganando un gran botín y confianza, ya que "se volvieron más audaces al emprender los trabajos de la guerra" Los búlgaros derrotados se convirtieron entonces en súbditos de los lombardos y más tarde emigraron a Italia con su rey Alboin. Cuando el ejército del caudillo ostrogodo Teodorico Estrabón llegó a tener 30.000 hombres, se sintió como una amenaza para el emperador bizantino Zenón, que de alguna manera consiguió convencer a los búlgaros para que atacaran a los godos tracios. Los búlgaros fueron finalmente derrotados por Estrabón en 480/481. En 486 y 488 volvieron a luchar contra los godos, primero como aliados de los bizantinos, según Magnus Felix Ennodius, y más tarde como aliados de los Gepids, según Pablo el Diácono. Sin embargo, cuando Teodorico el Grande con los ostrogodos se marchó a Italia en el 489, la Illyricum y Tracia quedaron abiertas a las incursiones búlgaras.
En el año 493, según Marcellinus Comes, derrotaron y mataron al magister militum Julian. En el año 499, cruzaron el Danubio y llegaron a Tracia, donde a orillas del río Tzurta (considerado un afluente de Maritsa) derrotaron a 15.000 hombres del ejército romano dirigido por el magister militum Aristus. En el año 502, los búlgaros volvieron a devastar Tracia, ya que al parecer no había soldados romanos para oponerse a ellos. En 528-529 volvieron a invadir la región y derrotaron a los generales romanos Justino y Baduario. Sin embargo, el general godo, Mundus, ofreció lealtad al emperador Justiniano I (527-565) en el año 530, y consiguió matar a 5.000 búlgaros que saqueaban Tracia. Juan Malalas registró que en la batalla fue capturado el caudillo búlgaro. En 535, el magister militum Sittas derrotó al ejército búlgaro en el río Yantra.
Ennodio, Jordanes y Procopio identificaron a los búlgaros con los hunos en un topos literario del siglo VI, en el que Ennodio se refirió a un caballo búlgaro capturado como "equum Huniscum". En 505, se cree que los supuestos 10.000 jinetes hunos del ejército de Sabinian, que fue derrotado por los ostrogodos, eran los búlgaros. En el año 515, los mercenarios búlgaros figuran junto con otros de los godos, escitas y tribus húngaras como parte del ejército de Vitaliano. En 539, dos "reyezuelos" húngaros derrotaron a dos generales romanos durante la incursión en Escitia Menor y Moesia. Un ejército romano dirigido por el magister militum Ascum y Constancio los interceptó y derrotó en Tracia, sin embargo, otra partida de incursión emboscó y capturó a dos generales romanos. En 539 y 540, Procopio informó de que un poderoso ejército huno cruzó el Danubio, devastó Ilírico y llegó hasta el muro de Anastasio. Esas grandes distancias cubiertas en poco tiempo indican que eran jinetes.
Jordanes describió, en su obra Getica (551), la estepa póntica más allá del Acatziri, por encima del Mar Póntico, como el hábitat de los Bulgari, "a quienes los males de nuestros pecados han hecho famosos". En esta región, los Hunni se dividían en dos tribus: los Altziagiri (que comercian y viven junto a Cherson) y los Saviri, mientras que los Hunuguri (que se cree que son los Onoğurs) destacaban por el comercio de pieles de marta. En la Edad Media, la piel de marta se utilizaba como sustituto del dinero acuñado.
La traducción siríaca de la Historia Eclesiástica (c. 555) de Pseudo-Zacharias Rhetor en Eurasia Occidental registra:

"La tierra Bazgun... se extiende hasta las puertas del Caspio y hasta el mar, que están en las tierras hunas. Más allá de las puertas viven los burgars (búlgaros), que tienen su lengua, y son gente pagana y bárbara. Tienen ciudades. Y los alanos - tienen cinco ciudades... Avnagur (Aunagur, considerados Onoğurs) son personas, que viven en tiendas".

Luego registra 13 tribus, los wngwr (Onogur), wgr (Oğur), sbr (Sabir), bwrgr (Burğa, es decir. ¡búlgaro), kwrtrgr (Kutriğurs), br (probablemente Vars, también conocidos como ávaros), ksr (Kasr; posiblemente Akatziri), srwrgwr (Saragur), dyrmr (desconocido<! -- Si es desconocido esto no tiene sentido: Dirmar=Ιτίγαροι -->), b'grsyq (Bagrasir, es decir, Barsil), kwls (desconocido), bdl (probablemente Abdali), y ftlyt (Hephthalite). . Son descritos con frases típicas reservadas a los nómadas en la literatura etnográfica de la época, como personas que "viven en tiendas, se ganan la vida con la carne del ganado y del pescado, de los animales salvajes y con sus armas (saqueos)".
Agathias (c. 579-582) escribió:
...todos ellos son llamados en general escitas y hunos en particular según su nación. Así, unos son Koutrigours u Outigours y otros son Oultizurs y Bourougounds... los Oultizurs y Bourougounds fueron conocidos hasta la época del emperador Leo (457-474) y los romanos de esa época y parecían haber sido fuertes. Nosotros, sin embargo, en este día, ni los conocemos, ni creo que los conozcamos. Tal vez, hayan perecido o tal vez se hayan trasladado a lugares muy lejanos.
Según D. Dimitrov, los estudiosos lograron identificar y localizar parcialmente los grupos búlgaros mencionados en los Ashkharatsuyts armenios. El Olxontor Błkar es una de las variantes utilizadas para los búlgaros de Onoğurs, mientras que otros podrían estar relacionados con los antiguos nombres de ríos, como el Kup'i Bulgar y el Kuban. (Kuphis). El Duč'i podría leerse Kuchi Bulkar y como tal podría relacionarse con el Dnieper (Kocho). Sin embargo, la ubicación de Č'dar Bulkar no está clara. Dimitrov teorizó que las diferencias en el etnónimo búlgaro podrían deberse a las diferenciaciones dialectales de su lengua.
A mediados del siglo VI, los búlgaros desaparecen momentáneamente de las fuentes y los kutrigures y utigures pasan al frente. Entre el 548 y el 576, sobre todo gracias a Justiniano I (527-565), mediante la persuasión diplomática y el soborno, los kutrigurs y los utigurs entraron en guerra mutua, diezmándose unos a otros. Al final, los kutrigures fueron arrollados por los ávaros, mientras que los utigures quedaron bajo el dominio de los turcos occidentales.
Los Oğurs y Onoğurs, en las fuentes de los siglos VI y VII, se mencionan sobre todo en relación con la conquista ávara y turca de Eurasia occidental. A partir del siglo VIII, las fuentes bizantinas mencionan a menudo a los onoğurs en estrecha relación con los búlgaros. Agatón (principios del siglo VIII) escribió sobre la nación de los Onoğurs Bulğars. Nikephoros I (principios del siglo IX) señaló que Kubrat era el señor de los Onoğundurs; su contemporáneo Teófanes se refería a ellos como Onoğundur-Bulğars. Constantino VII (mediados del siglo X) comentó que los Bulğars se llamaban a sí mismos Onoğundurs. Esta asociación se reflejó anteriormente en fuentes armenias, como el Ashkharatsuyts, que se refiere al Olxontor Błkar, y la Historia del siglo V de Movses Khorenatsi, que incluye un comentario adicional de un escritor del siglo IX sobre la colonia de los Vłĕndur Bułkar. Marquart y Golden relacionaron estas formas con el Iġndr (*Uluġundur) de Ibn al-Kalbi (c. 820), el Vnndur (*Wunundur) de Hudud al-'Alam (982), el Wlndr (*Wulundur) de Al-Masudi (siglo X) y el nombre húngaro de Belgrado Nándor Fejérvár, el nndr (*Nandur) de Gardīzī (siglo XI) y *Wununtur en la carta del rey Khazar Joseph. Todas las formas muestran los cambios fonéticos típicos del oğúrico posterior (v- protética).
Los estudiosos consideran que no está claro cómo se produjo esta unión, considerándola como un largo proceso en el que se fusionaron varios grupos diferentes. Durante ese tiempo, los búlgaros pueden haber representado una gran confederación que incluía los restos de Onoğurs, Utigurs y Kutrigurs entre otros.